# Jean Beausejour
Jean André Emanuel Beausejour Coliqueo (Santiago de Chile, 1984. június 1. –) chilei válogatott labdarúgó, jelenleg a Wigan Athletic játékosa.

## Sikerei, díjai
Birmingham City
- Angol ligakupagyőztes (1): 2010–11

Wigan
- Angol kupagyőztes (1): 2012–13

## Fordítás
Ez a szócikk részben vagy egészben  a   Jean Beausejour című angol Wikipédia-szócikk fordításán alapul.  Az eredeti cikk szerkesztőit annak laptörténete sorolja fel. Ez a jelzés csupán a megfogalmazás eredetét és a szerzői jogokat jelzi, nem szolgál a cikkben szereplő információk forrásmegjelöléseként.